# Lasmigona subviridis
Lasmigona subviridis är en musselart som först beskrevs av Conrad 1835.  Lasmigona subviridis ingår i släktet Lasmigona och familjen målarmusslor. IUCN kategoriserar arten globalt som livskraftig. Inga underarter finns listade i Catalogue of Life.